# モワ
モワ（英語: mowa tree; 学名: Madhuca longifolia）はアカテツ科マドフカ属の高木である。インドを始めとしたアジアに分布し（参照: #分布）、様々な土壌において生育し、岩場にも見られる（参照: #生態）。
本記事では常緑樹である基本種（Madhuca longifolia var. longifolia）と共に変種の落葉樹イリッペ（illipe; マーワ (英: mahwa tree) とも; 学名: Madhuca longifolia var. latifolia）も扱う。基本種とイリッペとの主な違いは常緑か否かという点に関してのほか、形態的には葉の形状に関して見られる（参照: #形態）。なお、基本種と変種をまとめてマフアとして扱う資料も存在し、いずれもマフア・バターなどの名称で知られる油脂（イリッペ脂）が得られる果実や、花に糖分を多く含むことでよく知られている。いずれの部位も用途が多岐にわたり、特にインドの諸部族においては花から造られた酒が文化的に重要な存在である（参照: #利用）。

## 分布
基本種はネパール、インド（南インド、およびコンカン海岸 (Konkan) から南の西ガーツ山脈の常緑樹林）、スリランカ、バングラデシュに見られる。一方、変種のイリッペはインド（アーンドラ・プラデーシュ州、グジャラート州、マディヤ・プラデーシュ州、オリッサ州、ビハール州、ウッタル・プラデーシュ州）からバングラデシュにかけて、そして恐らくミャンマーにも見られる。
インドにおいてはあらゆる地域に植栽されている。

## 形態
基本種は常緑の高木は高さ15メートル、若い部分が有毛で、樹皮にタンニンを含む。一方、変種のイリッペは落葉高木である。
葉は披針形で長さ10-12センチメートル、枝端に密集する。イリッペの場合、葉は変種小名 latifolia〈葉が広い〉の通り楕円-長卵形で長さ12-22センチメートル、硬質である。
花は多肉質な花冠を持ち、小穴から黄色い葯が見えるが花冠の内側の表面にくっつく雄蕊（おしべ）は非常に短く、緑色の雌蕊（めしべ）は舌状に長く突き出す。イリッペの場合房状で花弁8-9枚、長さ1.5センチメートルで黄白色、多汁である。
果実は斜卵形、始めのうちはビロード状の果皮を持つ。イリッペの場合卵形で緑色、長さ3-5センチメートル、大形の種子を1-4個持つ。
種子は茶色で光沢があり長さ3-4センチメートル、楕円形で片面だけ平たい。種子中の油脂の含有量は仁の重さの33-43パーセントと振れ幅がある。

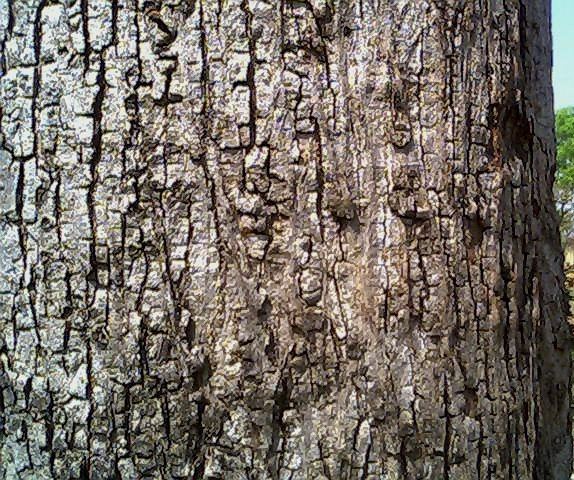
樹皮。

基本種:

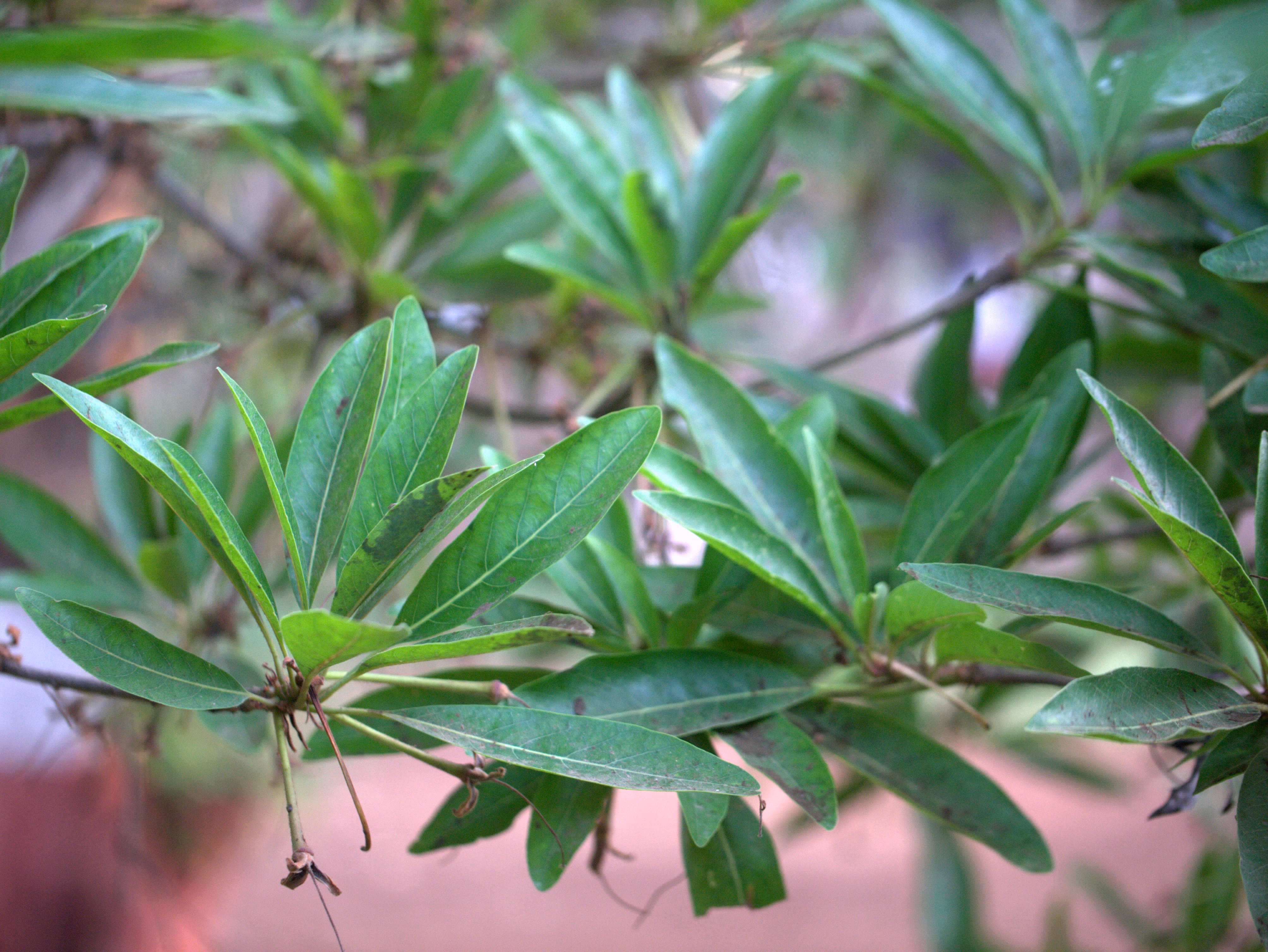
種小名 longifolia〈葉の長い〉の通り細長く披針形の葉。
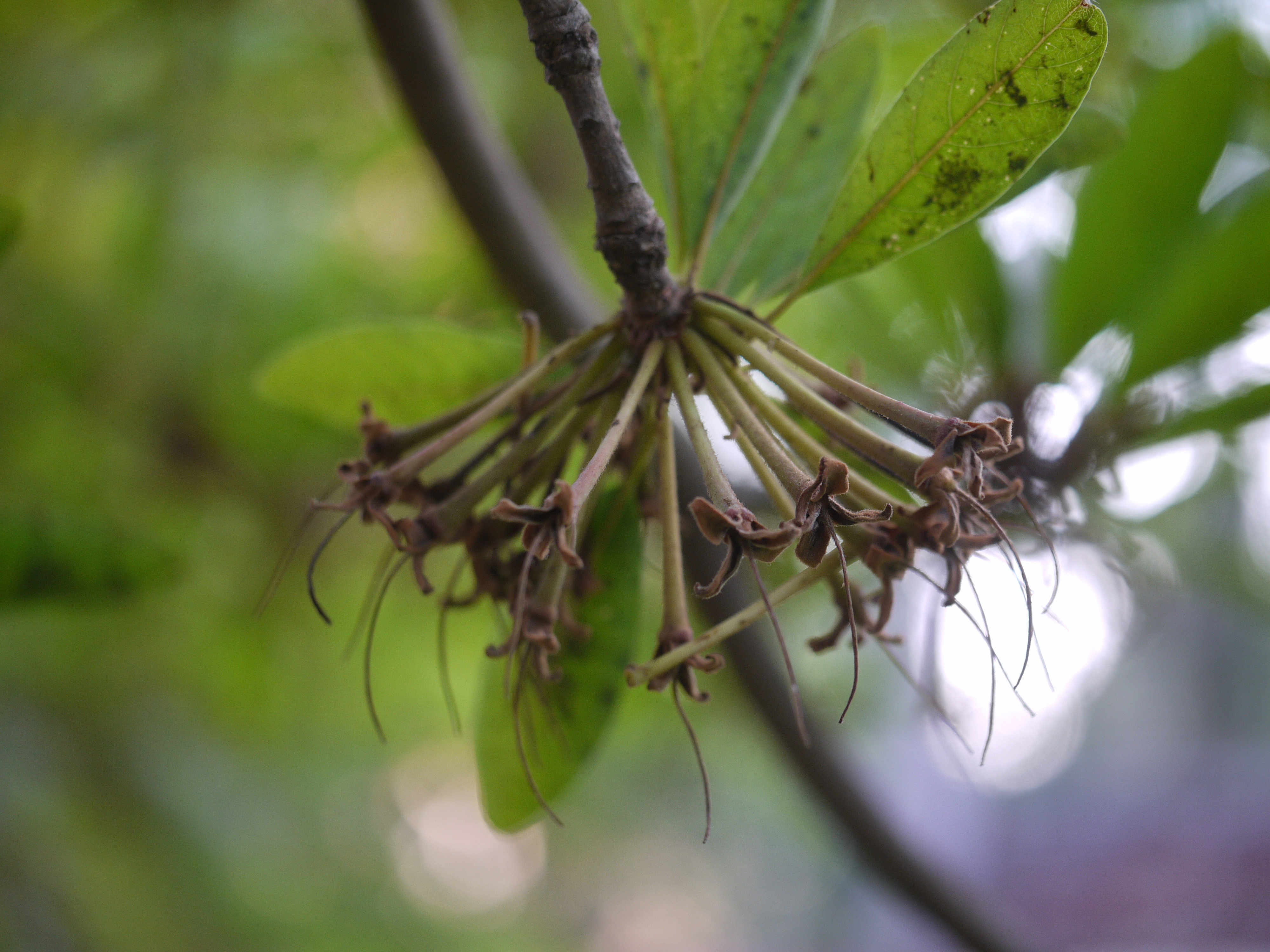
花。

イリッペ:

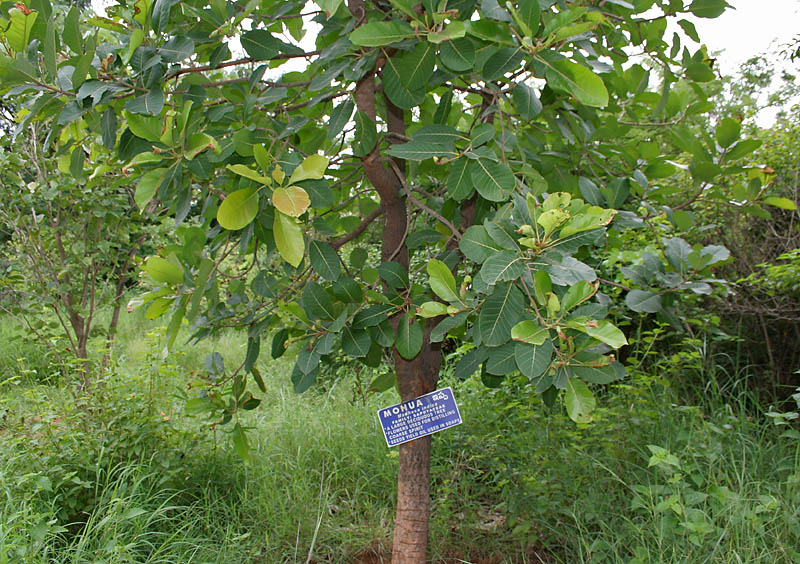
全体。
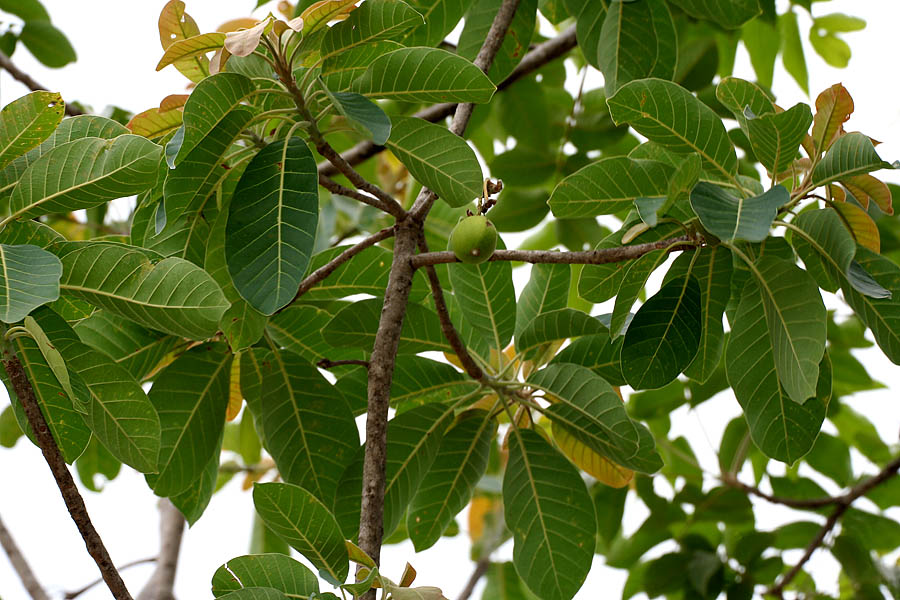
変種小名 latifolia〈葉の広い〉の通り楕円-長卵形の葉。
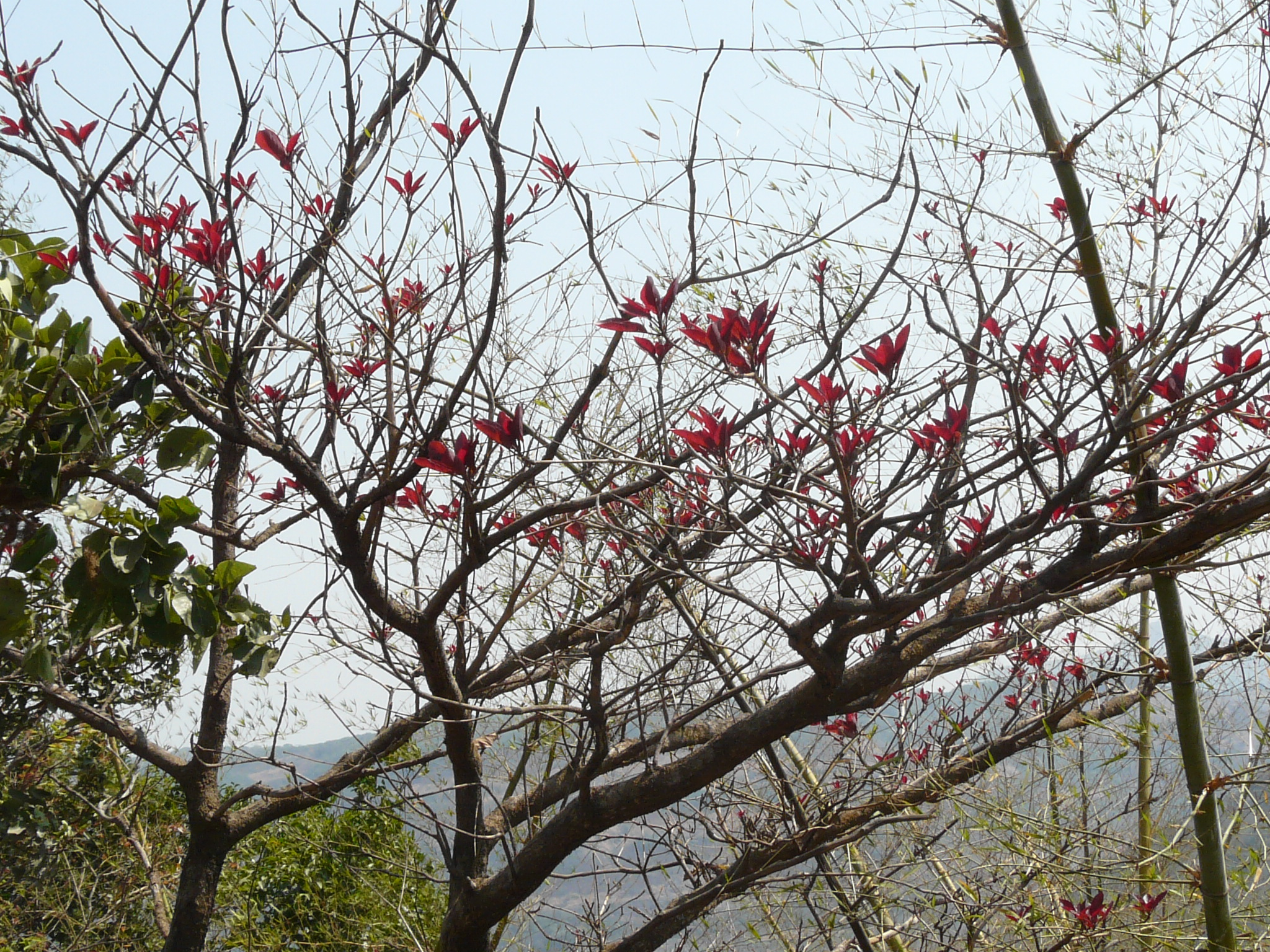
葉が落ちた後に赤い新葉が芽吹いてきた頃の姿。
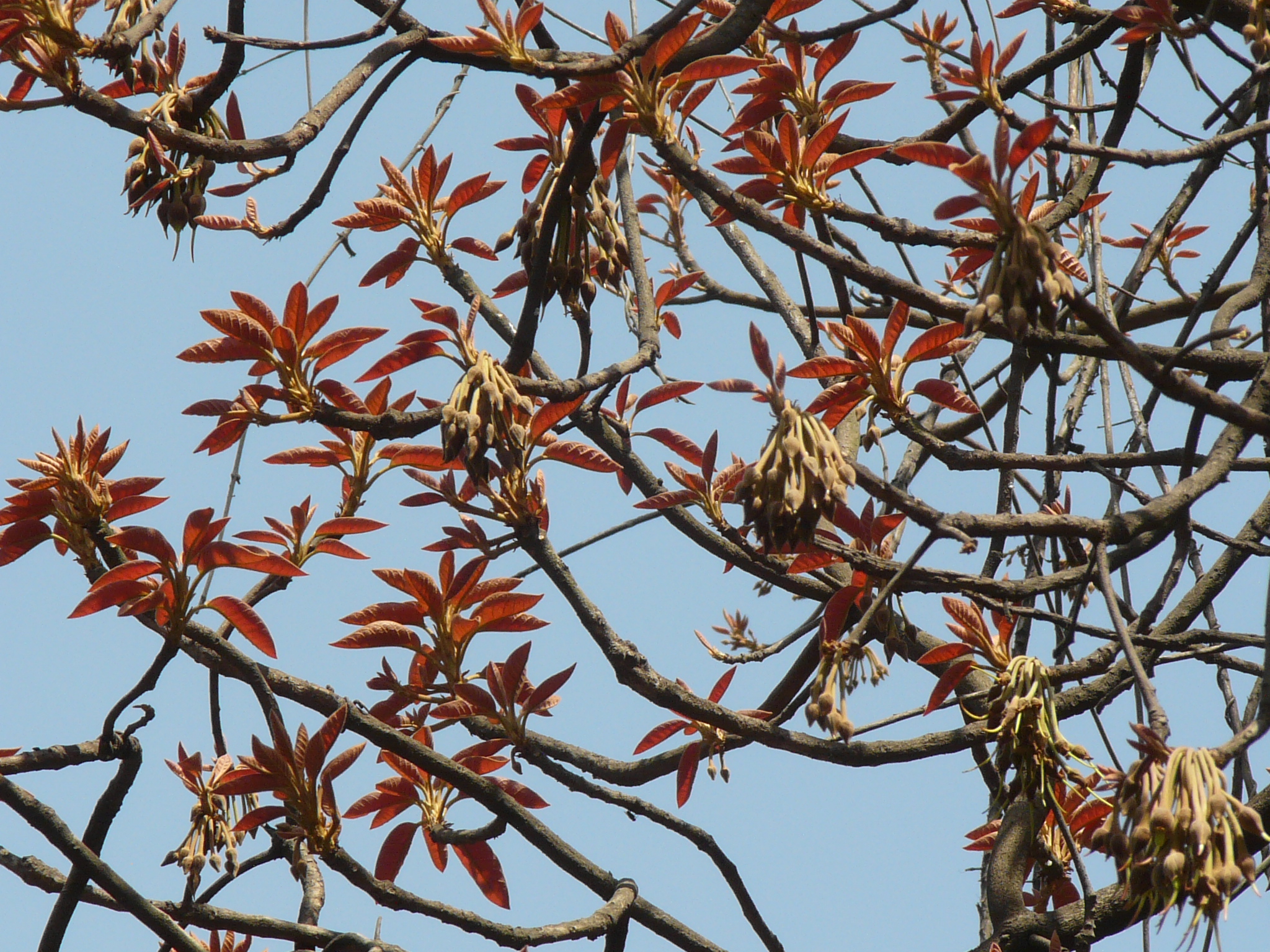
花期と落葉期は同時に訪れ得る。
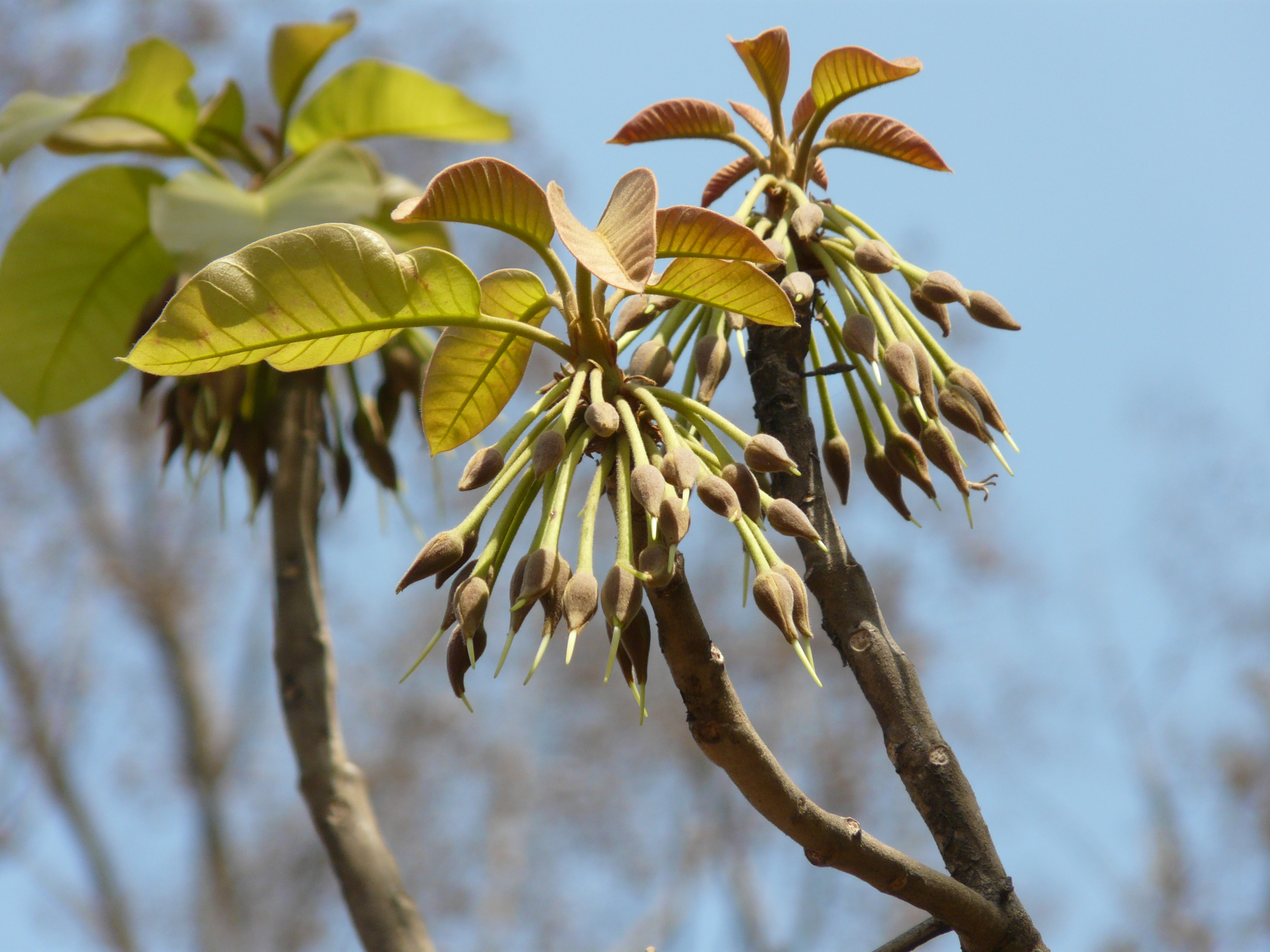
花。緑色の細長い雌蕊が先端から伸びる。
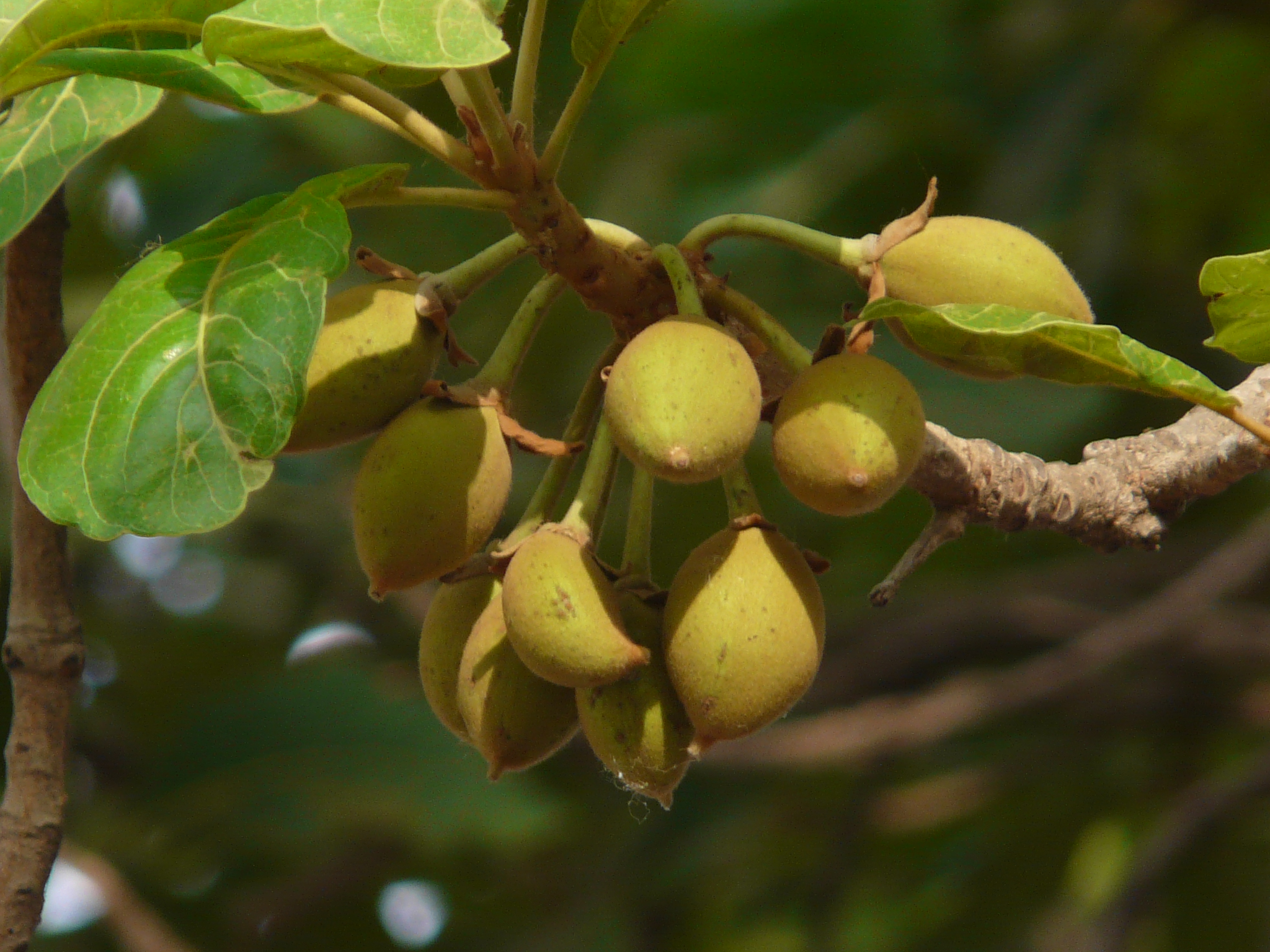
果実。
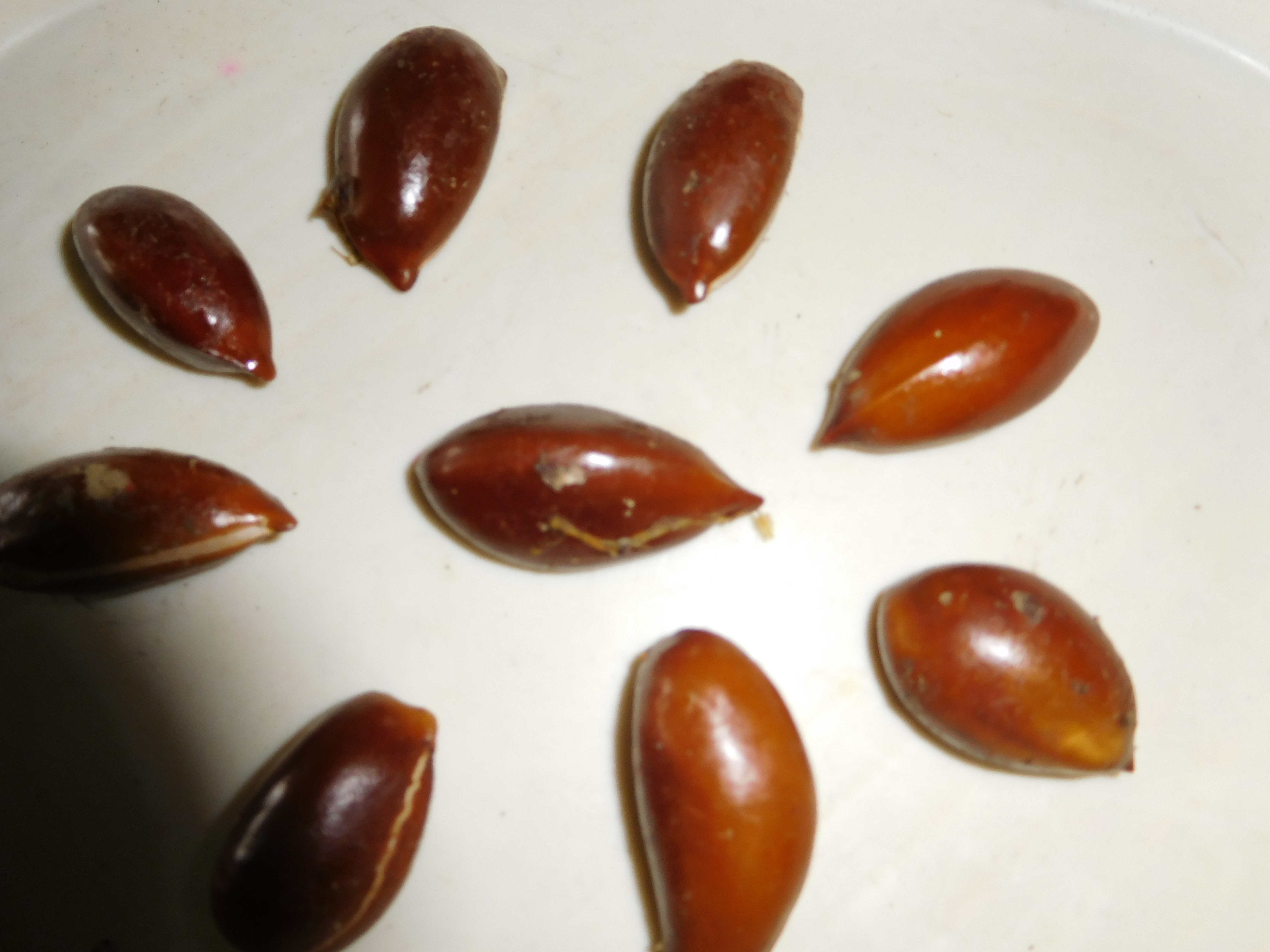
種子。#利用で触れるように様々な用途に用いられるイリッペ脂が得られる。

## 生態
インドでは熱帯気候や亜熱帯気候が優勢な北部や中央部の荒れ地をはじめとした乾燥した地域（ウッタル・プラデーシュ州東部、チャッティースガル州、マハーラーシュトラ州、ビハール州、ジャールカンド州、オリッサ州、アーンドラ・プラデーシュ州）で生育し、2月から4月にかけて葉が落ちていくが、その間に麝香のような香りの花を咲かせる。花が咲くのは夜の間のみで、夜明けになると花は地面に落ちていく。花期が終わって2か月ほど後に果実が開き、成熟した種子が得られるのは6月から7月の間である。生長は遅く、4年かけて平均3-4フィート（= 0.9144-1.2192メートル）伸びる。幅広い種類の土壌上に生育するが、とりわけインダス・ガンジス平野（ヒンドゥスターン平野）の沖積土を好み、耐寒性もあって岩がちで砂利の多い赤土や、塩質の土壌上にもよく育ち、さらには不毛な岩の裂け目と裂け目との間にある土壌においてすら育つ。生長や生産性を良くしたい場合には十分な深さのあるロームか水はけの良い砂質のロームが理想的である。なお浅い大丸石や粘土質・石灰質の土壌上にも見られる。旱魃にも耐え抜き、高度1200メートル以下、年間平均気温2-46℃、かつ年平均降雨量550-1500ミリメートルの場所で生育する。西ガーツ山脈やヒマラヤ地域の高度4500メートル以下の地帯で見られる種も存在する。野生の生育地における平均相対湿度は1月は40-80パーセント、7月には60-90パーセントと振れ幅がある。

## 利用

### 食用

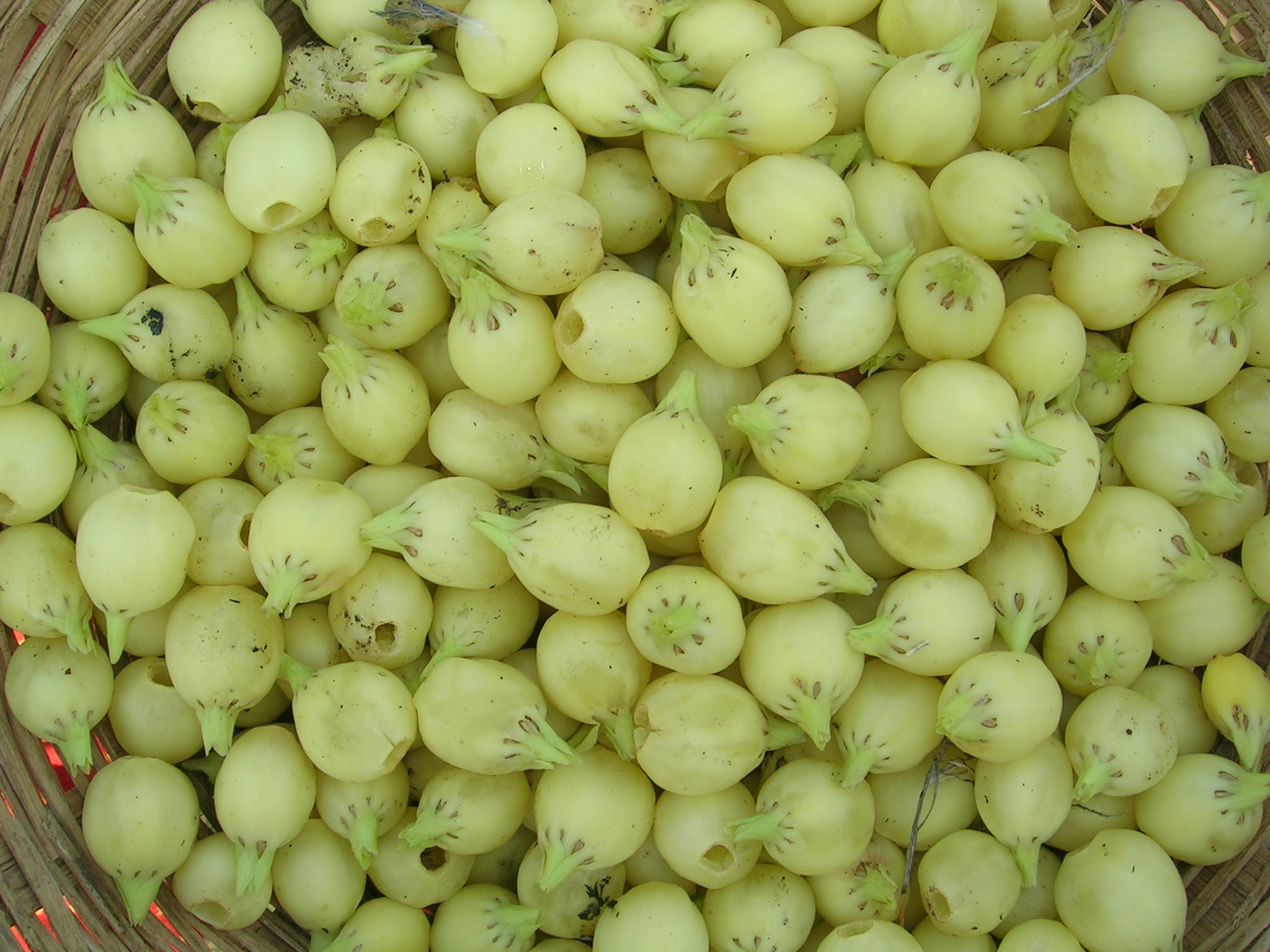
収穫された花。

用途が多岐にわたる樹種である。多肉質な花は食用となる。咲いている花は花冠が黄色がかった白で、黄緑色になって先端で閉じていくような丸みを帯びており、厚さ2-3ミリメートルほどの肉質を持ち、そのまま噛むとジャリッとした感じで甘い汁が口の中に広がる。これは数日乾燥させることで淡い緑色を帯びた薄茶色の干しブドウのような外見と味になる。Watt (1889) はインドにおける利用法に関して後述の中部における蒸留酒造りのほかに、3-5月にかけて咲く花を早朝に子供や女性たちが摘み取り、新鮮なまま、あるいは乾燥した上で調理したり粉にしてトウモロコシや穀物の粉と合わせてふくらし粉なしで平たいケーキ状（チャパティ）に焼いて食べるという事情を伝えている。同じくインドのビハール州では十分乾燥させた花を香辛料と共に油で炒めて食べるという報告がある。また、この花は蒸留してアルコール飲料の原料とされる。この利用法に関しては Watt (1889) のほか Council of Scientific & Industrial Research (1962) でも繰り返し言及されている。チャッティースガル州およびオリッサ州のバスタル（Bastar）の諸部族、ジャールカンド州サンタル・パルガナ地方（英: Santhal Paraganas）のサンタール人（Santhal）、北マハーラーシュトラの諸部族にとってはこの木とマフアの酒は彼らの文化遺産の一部であり、男も女もみなこの酒を呑み、マフアの酒は儀礼や夕時の活動の際には必需品となる。花は貯蔵することが可能であるが、どれほどの量を貯蔵するかは家庭の需要次第であり、貧しい家庭であるほど貯蔵量は増えていく。通例、部族たちは花の加工品を長期間は保存しないものであるが、これはまず第一に花が部族たちの収益に変わるのは特に不作の時期であり、第二にこの花に吸湿性があることで大気中の水分まで吸ってしまい、腐ってしまうためである。花の成分に関しては Council of Scientific & Industrial Research (1962:214) に数値の合計が100を超えてしまう表が見られるが、この表からは70パーセント強が糖分であると見当をつけることが可能である。
種子からは濃黄色凝固性の油イリッペ脂（英: illipe butter、商業名はマフア・バター 'Mahua Butter'）が得られ、料理、灯火、石鹸に用いられる。適切な貯蔵が行われた種子は黄色く、心地よい味がする。年の大半の時期のインドにおけるほぼ各地の気温であれば油は液体の状態であり、寒い時期にはしばしばステアリン（英: stearine）の沈殿が析出する。

### 薬用
本樹は医薬的にも価値が高い。乾燥させた花は鎮痛効果があり睾丸炎に使う。風邪や咳には、花を煎じたものを一日にティースプーン3杯ほど服用する。樹皮は煎じて収斂剤、強壮剤、魚の中毒などに使う。糖尿病患者にも投与される。

### 民俗
ヒンドゥー諸部族においてこの樹木は尊重され、結婚式の際にもよく祭られる。ある地方では、この木の枝を新郎新婦の手の上に置く。また、ある地方ではこの花で婿選びの式で用いる花輪を作るという。ビハール州では一人前のバラモンになるために行われるウパナヤナの儀式において、木自体をマンゴーの木と「結婚」させるという儀礼が報告されている。それは水で溶かした米粉と赤い色の粉をそれぞれの木に塗った上で、両方の木を糸で結ぶというものである。
一方で、あるヒンドゥーはどんな儀式にも用いようとせず、特に正統バラモンは、この葉で作った食器で飲食することは神への冒涜と考える。この木はその陰でさえ人を酔わせる力を持つとも考えられており、厳格なヒンドゥーはこの木に近付かない。
ヴァラハの像はこの木の材で造られる。材は赤褐色で気乾比重は1.04、ほかにも建築や車の轂にするという使い道がある。

## 諸言語における呼称
- 英語:〔モワ〕mowa tree、mowra butter-tree、South Indian mahua tree;〔イリッペ〕mahwa tree、butter tree[2];〔イリッペ中心にマドフカ属全般〕mahua、mowrah、mahwa、mohwa、mowra[18]

インド:
- カンナダ語: ಇಪ್ಪೆ (ippe)、ಹಿಪ್ಪೆ (hippe)[19]
- サンスクリット: मधूक (madhūka-)[18]、末度迦[10]、गुडपुष्प (guḍapuṣpa-)、मधुद्रुम (madhudruma-)、मधुष्ठील (madhuṣṭhīla-)[20]
- タミル語: இலுப்பை (iluppai) [ilʉpːaɪ]（イルッパイ）、குலிகம் (kulikam) [kuliɣəm]（クリガム）、குலிசம் (kulicam) [kulisəm]（クリサム）、அவித்துருமம் (avitturumam) [aʋɨt̪ːʉɾʉməm]（アヴィットゥルマム）[21]、இருப்பை (iruppai) [iɾʉpːaɪ]（イルッパイ）;〔花〕கற்கம் (kaṟkam)[22]
- テルグ語: ఇప్ప (ippa)、ఇప్పచెట్టు (ippaceṭṭu)、మధూకము (madhūkamu)[23]
- パンジャーブ語: ਮਹੂਆ (mahūā)[24];〔花〕ਧਾਵਾ (dhāvā)[25]
- ヒンディー語: महुआ (mahuā)[26][10]
- マラーティー語: मोह (moha)[27]
- マラヤーラム語: ഇലിപ്പ (ilippa)、ഇരുപ്പ (iruppa)[28]

インド・バングラデシュ:
- ベンガル語: মহুয়া (mahu(y)ā)[10]、মউল (maula)、মউআ (mauā)、মৌল (maula)[20]

ネパールなど:
- ネパール語: मौवा (mauvā)[29]

ミャンマー:
- ビルマ語: ကမ်စော်（/kœ̀nzɔ̀/、カンゾー）; မည်စည်、မယ်ဇယ်（以上2つとも /mɛ̀zɛ̀/、メーゼー）

## マドフカ属

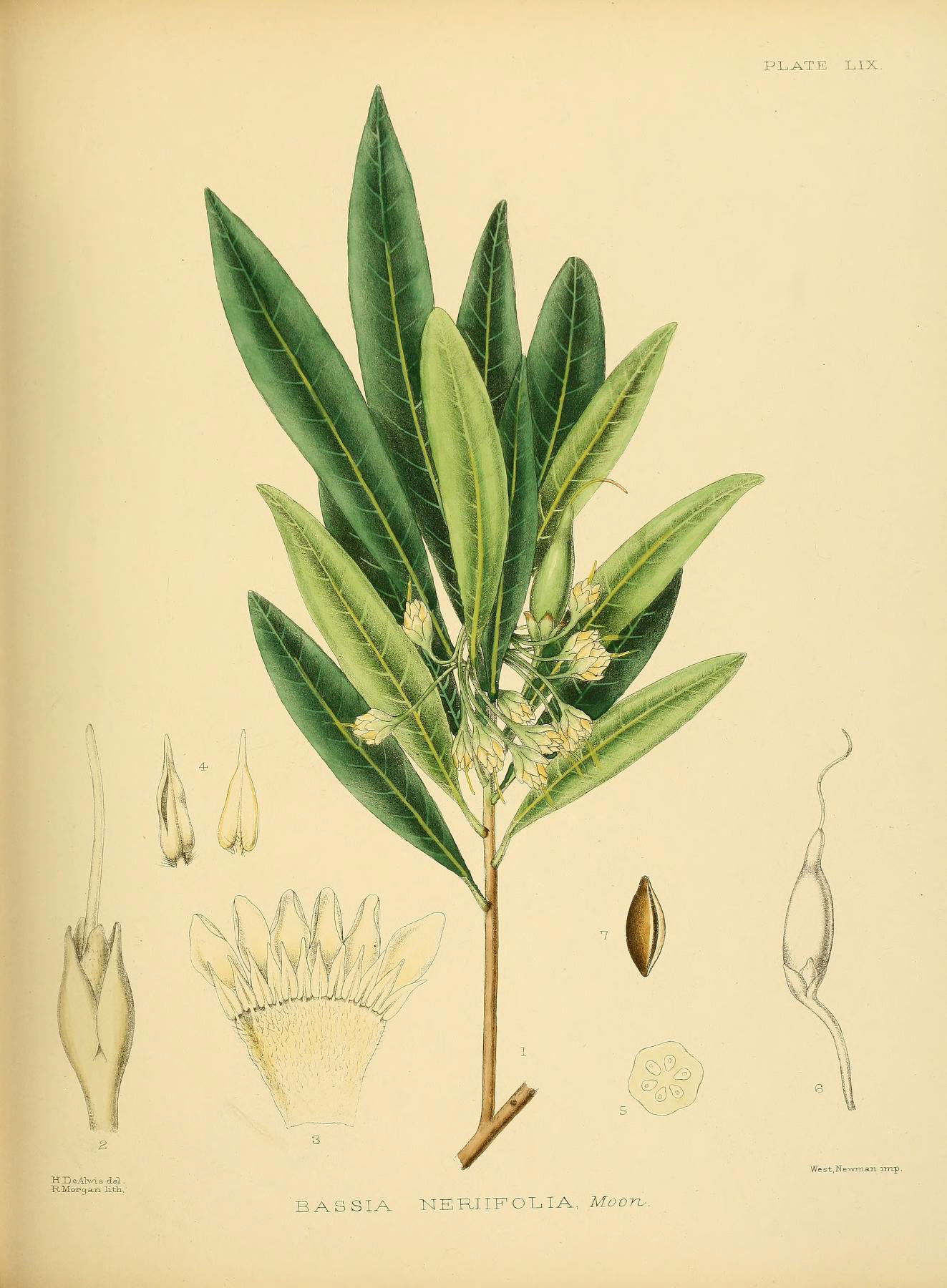
マラバルバタノキ

マドフカ属（Madhuca）は熱帯アジアのほか中華人民共和国にも見られ、115種ほどが知られる。モワやイリッペのほかにはフィリピンなどに見られるビティス（学名: Madhuca betis (Blanco) J.F.Macbr.）、マラヤ・ボルネオ・スマトラに見られるニャトーカチャウ（マレー語: nyatoh ketiau; 学名: Madhuca motleyana (de Vriese) J.F.Macbr.、シノニム: Ganua motleyana (de Vriese) Pierre ex Dubard）やマドゥカ（別名: マドフカ; 学名: Madhuca utilis (Ridl.) H.J.Lam）、インド南西部やスリランカに見られるマラバルバタノキ（学名: Madhuca neriifolia (Moon) H.J.Lam; シノニム: M. malabarica (Bedd.) R.Parker）といった種がある。